# Stenocercus guentheri
Espèce
Synonymes
- Liocephalus guentheri Boulenger, 1885
- Ophryoessoides guentheri (Boulenger, 1885)

Stenocercus guentheri est une espèce de sauriens de la famille des Tropiduridae.

## Répartition
Cette espèce se rencontre entre 2 135 et 3 890 m d'altitude :
- en Colombie ;
- en Équateur dans les provinces de Chimborazo, de Cotopaxi, d'Imbabura, Pichincha et de Tungurahua.

## Étymologie
Cette espèce est nommée en l'honneur d'Albert Charles Lewis Günther.

## Publication originale
- Boulenger, 1885 : Catalogue of the lizards in the British Museum (Natural History) II. Iguanidae, Xenosauridae, Zonuridae, Anguidae, Anniellidae, Helodermatidae, Varanidae, Xantusiidae, Teiidae, Amphisbaenidae, Second edition, London, vol. 2, p. 1-497 (texte intégral).